# Marjanski tunel
Marjanski tunel je tunel u gradu Splitu koji spaja gradski kotar Meje s ostatkom grada u Spinutu. Tunel je izgrađen za potrebe 1979. za Mediteranske igre u Splitu. Tunel ima dužinu od 870 metara vrlo je dobro osvijetljen i nema problema s akomodacijom oka na izlazu. Kroz Marjanski tunel dnevno prođe više od 10.000 vozila. S izgradnjom Marjanskog tunela počelo se 1977., a završena je 1979. Tunel je od otvorenja bez uporabne dozvole zbog nedostatka sigurnosnih izlaza i druge cijevi tunela.

## Konstrukcija
Tunel je dužine 850 m, s dvotračnim prometom s jednom trakom u svakom smjeru. Ograničenje brzine u tunelu iznosi 50 km/h. Zakrivljena su oba portala tunela zbog svjetlosnih efekata. Zidovi unutar tunela nisu glatki, već grubi. Na oba portala tunela se nalaze brisoleji te uz oba portala stoje i trafostanice za opskrbu tunela električnom energijom. Komandno-upravljački objekt se nalazi na južnom portalu tunela. Tunelom se napaja rasvjeta, video nadzor i ventilatori.[nedostaje izvor]